# Konzervacija predmeta tehničke i industrijske baštine
Konzervacija predmeta tehničke i industrijske baštine specijalnost je unutar konzervacije-restauracije.Posvećena je tehničkim predmetima ,te industrijskoj baštini.Temeljni principi konzervacije ovih predmeta jednaki su kao i kod drugih predmeta kulturne baštine,znači prije svega usmjerenost ka striktnom poštovanju i što boljem očuvanju izvornosti samog predmeta na kojem se radi.Reverzibilnost te uočljivost rekonstruiranih dijelova kao i mogućnost ponavljanja zahvata također su vrlo važne. 

Konzervator   predmeta tehničke i industrijske baštine mora biti dobro upoznat s poviješću tehnologije,kao i osnovnim osobinama materijala   od kojih se ovi predmeti najčešće sastoje,znači metala,drveta,kože,tekstila,papira,gume i plastike,da navedemo samo one koji se češće susreću.Veliku važnost ima i poznavanje restauratorske etike i teorije kao i posjedovanje znanja o recentnim metodama rada na ovoj grupi predmeta.Neizostavno je i poznavanje znanstveno zasnovanoh metoda istraživanja.

## Uže određenje pojma tehničke baštine
Tehnička baština odnosno spomenici u sebi dokumentiraju izuzetnu tehničku vrijednost,bilo svojom važnošću unutar povijesti tehnologije,bilo zbog svoje rijetkosti te dobre očuvanosti.
U tehničke spomenike ubrajamo:
Industrijske spomenike u užem smislu riječi,poput primjerice visokih peći,pogona za dobivanje električne energije,starih proizvodnih pogona
Spomenike vezane uz dobivanje rudače
Spomenike   poput starih prometala i pripadajuće im infrastrukture - mostovi,brodogradilišta,ceste,željezničke pruge, povijesna vozila, avioni, brodovi, lokomotive, vagoni, motorni vlakovi, itd.
Dokumenti vezani uz povijest   tehnike i industrije
Također tu ubrajamo i povijesna seoska gazdinstva,trgovine,zanatske radionice,sve zajedno sa svim inventarom i pripadajućim objektima

## Povijest
Kod nas organizirana briga za tehničku baštinu započinje tek nakon Drugog svjetskog rat osnivanjem Tehničkog muzeja u Zagrebu 1954. godine.

## Preventivna konzervacija
Brojni su kulturni proizvodi ,pa tako i predmeti tehničke baštine,osjetljivi na okoliš u kom se čuvaju, poput temperature, vlažnosti i zagađenosti zraka te razinu osvijetljenja i ultraljubičastog zračenja. Predmeti moraju biti zaštićeni i čuvani u primjerenim uvjetima. Kod predmeta tehničke i industrijske baštine preventivna konzervacija vrlo je važan čimbenik unutar strategije za maksimalno produljenje opstojnosti istih.Kako se u pravilu radi o predmetima na kojima se javlja velik broj različitih materijala ,te koji su često izloženi vanjskim uvjetima,osmišljavanje programa preventivne zaštite za iste kompleksan je i izrazito zahtijevan zadatak.

## Interventna konzervacija

### Dokumentiranje zatečenog stanja
- pisana dokumentacija
- foto dokumentacija
- video ili filmska dokumentacija

### Donošenje odluka o potrebi,opsegu i posljedicama zahvata
Poželjno je da u donošenju ovih odluka sudjeluje što veći   broj stručnjaka,kao minimum možemo uzeti kustosa zbirke,znanstvenika koji se bavi propadanjem tehničkih predmeta,odnosno materijala od kojeg jest sam predmet,te samog konzervatora restauratora.

### Čišćenje
- mehaničko
- kemijsko
- elektrokemijsko
- ultrazvučno
- čišćenje laserom
- čišćenje plazmom

## Konzervacija predmeta tehničke i industrijske baštine u Hrvatskoj
U Hrvatskoj je konzervacija   predmeta tehničke i industrijske baštine vezana uz tehnički muzej Nikola Tesla u Zagrebu,kao središnju instituciju posvećenu ovoj vrsti predmeta.Nažalost koncept restauriranja koji ova ustanova njeguje i propagira u svijetu se već više od 20 godina smatra definitivno zastarjelim.Radi se o konceptu posve jednakom onom koji   koriste i nazovi restauratori starih automobila,što znaci   potpuno uklanjanje izvorne boje ili druge površinske dekoracije,te zatim obnavljanje istog.Makakova bila opravdanja za ovaj postupak,te kolika ga god dokumentacija pratila krajnji rezultat jest sviježe i uredno obojen kvazipovijesni i nakaradni surogat originalnog   povijesnog objekta.

## Školovanje restauratora predmeta tehničke i industrijske baštine
Specijalističko školovanje restauratora predmeta tehničke i industrijske baštine u Hrvatskoj trenutačno nije moguće.

## Zakonska regulativa i zaštita prava konzervatora restauratora
Ako izuzmemo opće zakonske akte rad konzervatorsko-restauratorske službe,pa i restauratora tehničke i industrijske baštine u Hrvatskoj danas prije svega određuju sljedeći propisi:
Za restauratore i restauratore tehničare koji rade u Hrvatskom restauratorskom zavodu,Hrvatskom državnom arhivu,Nacionalnoj i sveučilišnoj knjižnici,te samostalno,odnosno za restauratore i preparatore koji rade u muzejima:
- Pravinik o stručnim zvanjima za obavljanje poslova na zaštiti i očuvnaju kulturnih dobara te uvjetima i načinu njihova stjecanja (NN 104/19)

- Pravilnik o uvjetima za dobivanje dopuštenja za obavljanje poslova na zaštiti i očuvanju kulturnih dobara (NN 98/18)

## Slobodni software primijenjiv u konzervaciji predmeta tehničke baštine
- The Modular Cleaning Program,[2]autor Chris Stavroudis,po metodi Richarda Wolbersa
- besplatni američki program za vodenje restauratorske dokumentacije[3]
- besplatni operativni sustavi: sve Linux distribucije (npr. Debian, Ubuntu, Fedora ,Puppy Linux...)
- besplatne alternative Microsoft Word(R)-u: OpenOffice Suite ,LibreOffice, AbiWord
- uređivanje fotografija:GIMP, VIPS,[4] ImageJ
- slobodni preglednici slika:GQview,Xnview,IrfanView
- stolno izdavaštvo, izrada plakatnih prezentacija: Scribus

## Vanjske poveznice vezane uz konzervaciju tehničke baštine u svijetu
- Conserving Europes Industrial Heritage
- BigStuff 2004.: Care of Large Technology Objects  Arhivirana inačica izvorne stranice od 5. kolovoza 2011. (Wayback Machine)
- Incredible Industry Conference papers  Arhivirana inačica izvorne stranice od 13. srpnja 2017. (Wayback Machine)
- CONSIST project  Arhivirana inačica izvorne stranice od 21. ožujka 2012. (Wayback Machine)
- Konservierung und Restaurierung von Technischem Kulturgut  Arhivirana inačica izvorne stranice od 27. prosinca 2010. (Wayback Machine)
- The International Comitee for the Conservation of the Industrial Heritage  Arhivirana inačica izvorne stranice od 3. veljače 2012. (Wayback Machine)
- Protection of metallic industrial cultural heritage against atmospheric corrosion
- CONSERVATION OF PIGEON CAMERAS: A COLLABORATIVE APPROACH BETWEEN CONSERVATORS AND SCIENTISTS
- Der Studebaker Champion 1953 von Liselotte Pulver-Konservierung und Restaurierung eines Autolacks  Arhivirana inačica izvorne stranice od 8. rujna 2016. (Wayback Machine)
- Projekt Gutbrod Atlas 800  Arhivirana inačica izvorne stranice od 4. ožujka 2016. (Wayback Machine)
- Care of Machinery Artifacts Displayed or Stored Outside  Arhivirana inačica izvorne stranice od 28. prosinca 2014. (Wayback Machine)
- Indoor Display of Industrial Collections  Arhivirana inačica izvorne stranice od 6. kolovoza 2014. (Wayback Machine)
- Lubrication for Industrial Collections[neaktivna poveznica]
- Outdoor Storage and Display: Basic Principles  Arhivirana inačica izvorne stranice od 6. kolovoza 2014. (Wayback Machine)
- Rubber Components in Industrial Collections  Arhivirana inačica izvorne stranice od 6. kolovoza 2014. (Wayback Machine)
- Outdoor Storage and Display: Remedial Measures  Arhivirana inačica izvorne stranice od 6. kolovoza 2014. (Wayback Machine)
- Les patrimoines mobiliers scientifique et technique : spécificités de leur restauration, de leur conservation et de leur valorisation
- La conservation et la restauration des instruments scientifiques des XVIIIème et XIXème siècle : un terrain de recherches et de valorisation en histoire des sciences
- Njemački online priručnik o zaštiti industrijske baštine  Arhivirana inačica izvorne stranice od 11. kolovoza 2019. (Wayback Machine)

## Vanjske poveznice vezane uz konzervaciju i tehničku baštinu u Hrvatskoj
- Tehnički muzej Nikola Tesla u Zagrebu
- Riječka industrijska baština
- Muzej automobila Ferdinand Budicki
- Hrvatski željeznički muzej